# Ліцитатор
Ліцитатор (лат. Licitator пох. від licitari - пропонувати (призначати) ціну, змагатися, боротися) - це ведучий аукціону, призначений організатором аукціону, що володіє технікою торгів і веде аукціон в установленому порядку. Єдиного поняття ліцитатор в законодавстві України не існує.

## Вимоги до ліцитатора
Ліцитатор повинен знати порядок і володіти технікою проведення торгів.